# Vermipardus
Vermipardus (лат.) — род двукрылых из семейства Vermileonidae.

## Описание
Сосательные лопасти хоботка короткие, сжаты с боков. Подушечки на лапках эмподий и пульвиллы хорошо развиты. Усики восьмичлениковые, суживающиеся на конце. Брюшко у самцов стебельчатое, у самок слабо стебельчатое.

## Экология
Мухи питаются нектаром и пыльцой растений, большинство видов летают сентября по февраль. Личинки развиваются ямках-ловушках в песчаной почве в затененных местах, питаются различными членистоногими, в том числе пауками, изоподами, термитами, жуками, муравьями, двукрылыми.

## Классификация
Изначально род описан Брайаном Штукенбергом в ранге подрода в составе рода Lampromyia. В ревизии 1995 года статус повышен до родового. В его состав включают 13 видов.
- Vermipardus barracloughi Stuckenberg, 1997
- Vermipardus basuto (Stuckenberg, 1961)
- Vermipardus brevirostris (Bezzi, 1926)
- Vermipardus brincki (Stuckenberg, 1961)
- Vermipardus intermedius (Stuckenberg, 1961)
- Vermipardus londti Stuckenberg, 1995
- Vermipardus munroi Stuckenberg, 1995
- Vermipardus promontorii (Stuckenberg, 1961)
- Vermipardus sathon Stuckenberg, 1995
- Vermipardus sylphe Stuckenberg, 1995
- Vermipardus trisignatus Stuckenberg, 1997
- Vermipardus univittatus (Stuckenberg, 1961)
- Vermipardus whiteheadi Stuckenberg, 1997

## Распространение
Встречаются на юге Африки в ЮАР (от Капского полуострова до Большого Уступа) и Лесото.